# مقصودلوي وسطي
مقصودلوي وسطي هي قرية في مقاطعة بارس أباد، إيران. يقدر عدد سكانها بـ 261 نسمة بحسب إحصاء 2016.